# Cistella perparvula
Cistella perparvula är en svampart som först beskrevs av Petter Adolf Karsten, och fick sitt nu gällande namn av John Axel Nannfeldt 1932. Cistella perparvula ingår i släktet Cistella och familjen Hyaloscyphaceae.   Inga underarter finns listade i Catalogue of Life.